# Liancourt
Liancourt [ljɑ̃kuʁ] ist eine französische Stadt mit 6884 Einwohnern (Stand 1. Januar 2022) im Département Oise in der Region Hauts-de-France. Sie gehört zum Arrondissement Clermont und zum Kanton Clermont.

## Lage
Die Kleinstadt Liancourt liegt an der Brèche, sechs Kilometer nördlich von Creil. Umgeben wird Liancourt von den Nachbargemeinden Bailleval im Norden, Rosoy im Nordosten, Verderonne im Osten, Mogneville im Süden, Cauffry im Südwesten sowie Rantigny im Westen und Nordwesten.

## Geschichte
Liancourt gehörte ab dem 17. Jahrhundert zum Besitz der Familie La Rochefoucauld, die ab 1765 den Titel eines Herzogs von Liancourt führten. François XII. de La Rochefoucauld (1747–1827) gründete 1776 in Liancourt eine Schule zur Berufsausbildung von Waisen, die zur ersten École des Arts et Metiers in Frankreich wurde.
Die Produktion des Traktors Bajac startete hier 1910.

## Bevölkerungsentwicklung
| Jahr                       | 1962 | 1968 | 1975 | 1982 | 1990 | 1999 | 2006 | 2012 | 2021 |
| Einwohner                  | 4850 | 5078 | 5750 | 6112 | 6178 | 6476 | 7110 | 7245 | 6983 |
| Quellen: Cassini und INSEE |      |      |      |      |      |      |      |      |      |

## Sehenswürdigkeiten
- Kirche Saint-Martin
- Nebengebäude des Schlosses Liancourt (das Schloss selbst ist nicht mehr vorhanden, Monument historique)
- Schloss La Rochefoucauld, Monument historique seit 1992[1]
- Musée des Gadzarts der ehemaligen Schüler der École nationale supérieure d’arts et métiers (ENSAM)

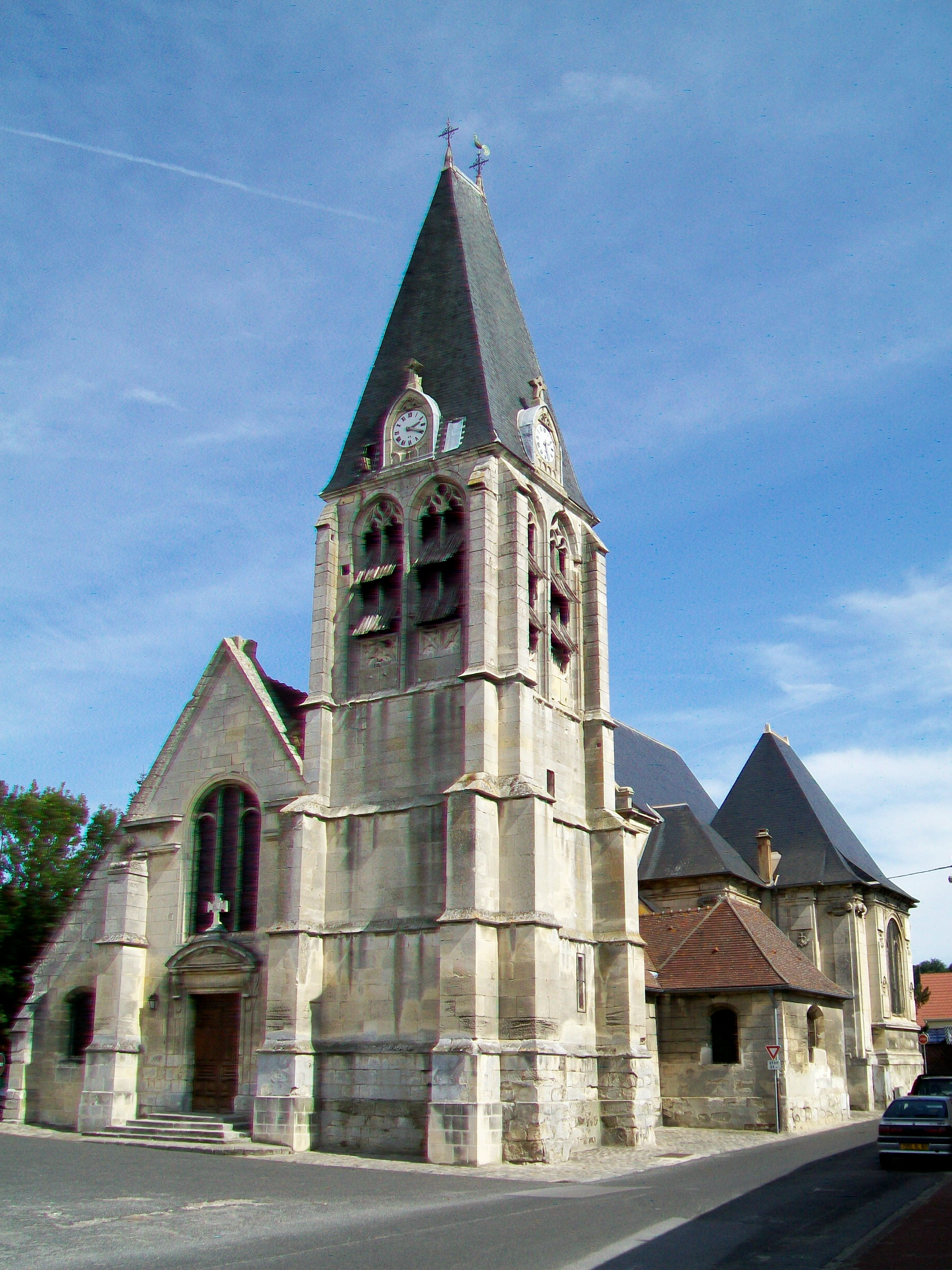
Kirche Saint-Martin
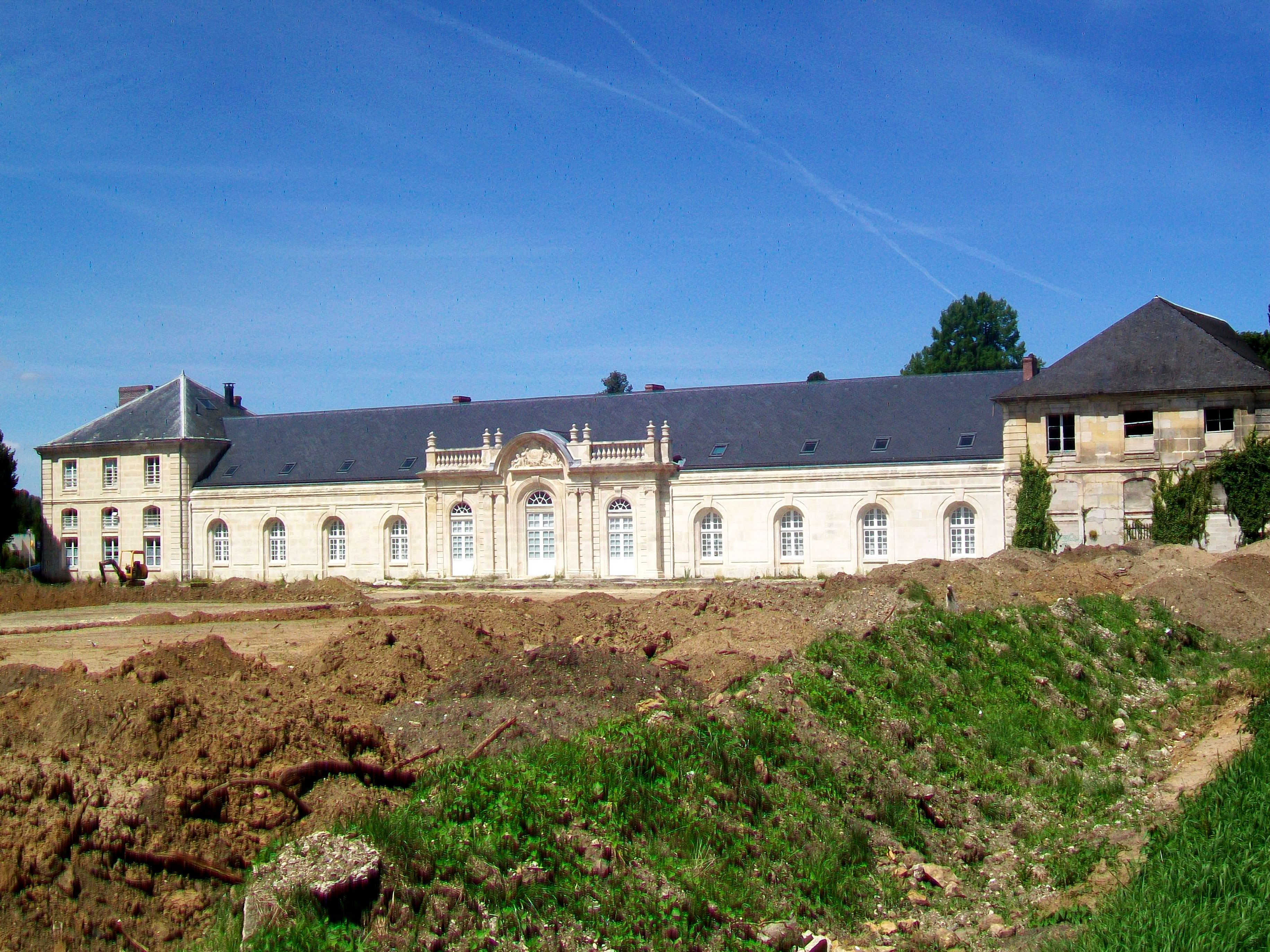
Schloss Rochefoucauld
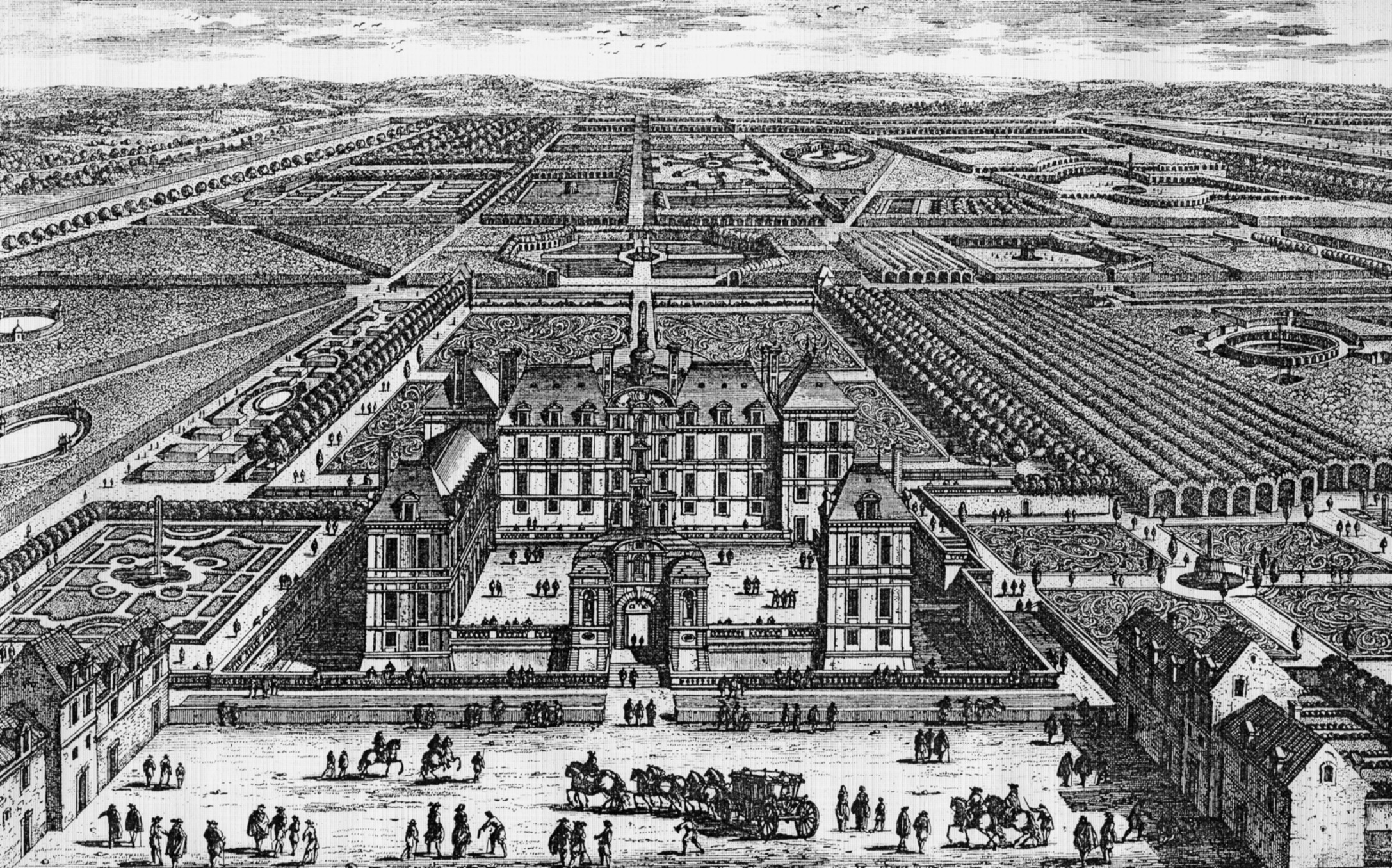
Schloss Liancourt (Zeichnung, 18. Jahrhundert)
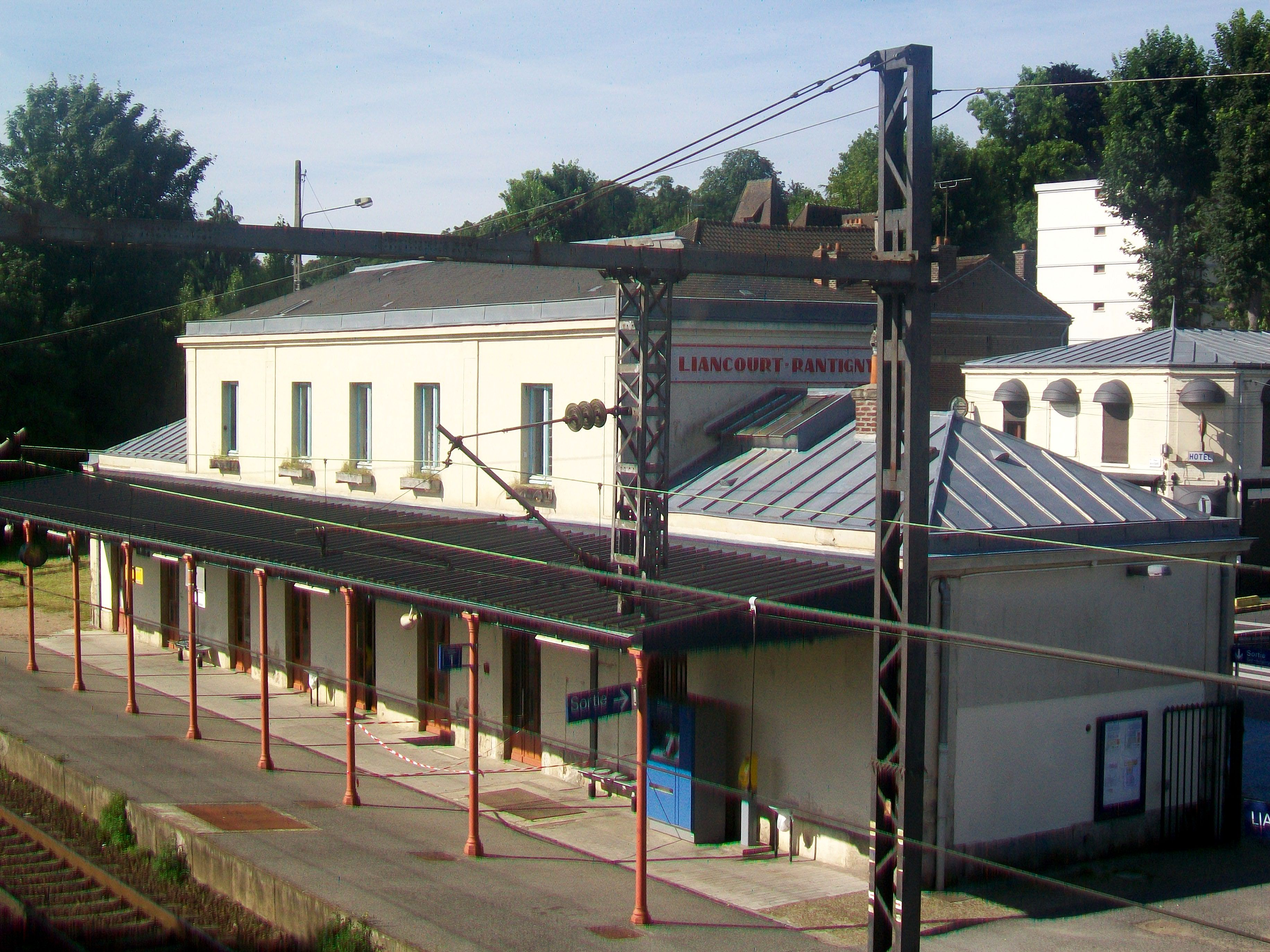
Bahnhof Liancourt-Rantigny
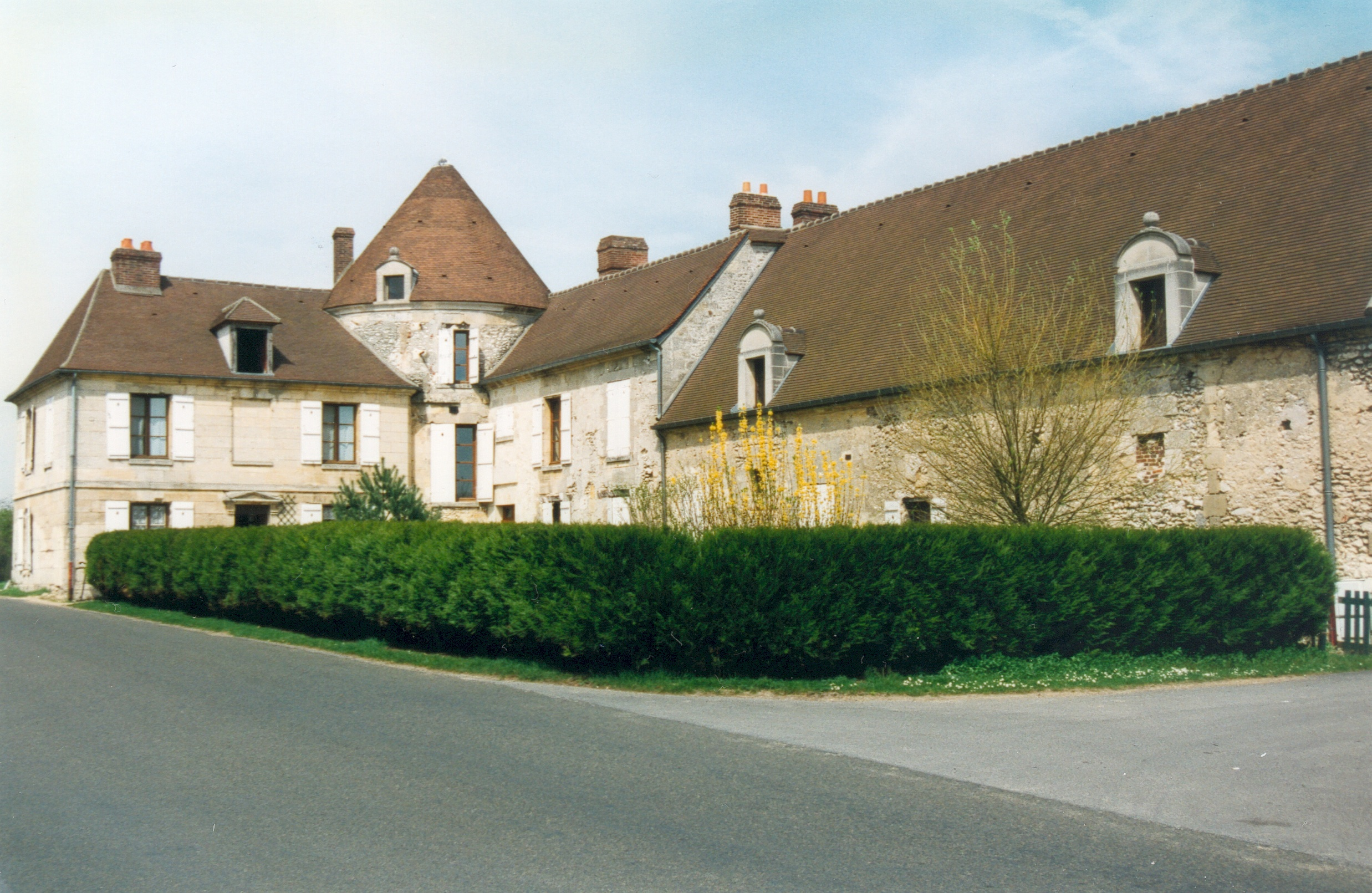
Musée des Gadzarts
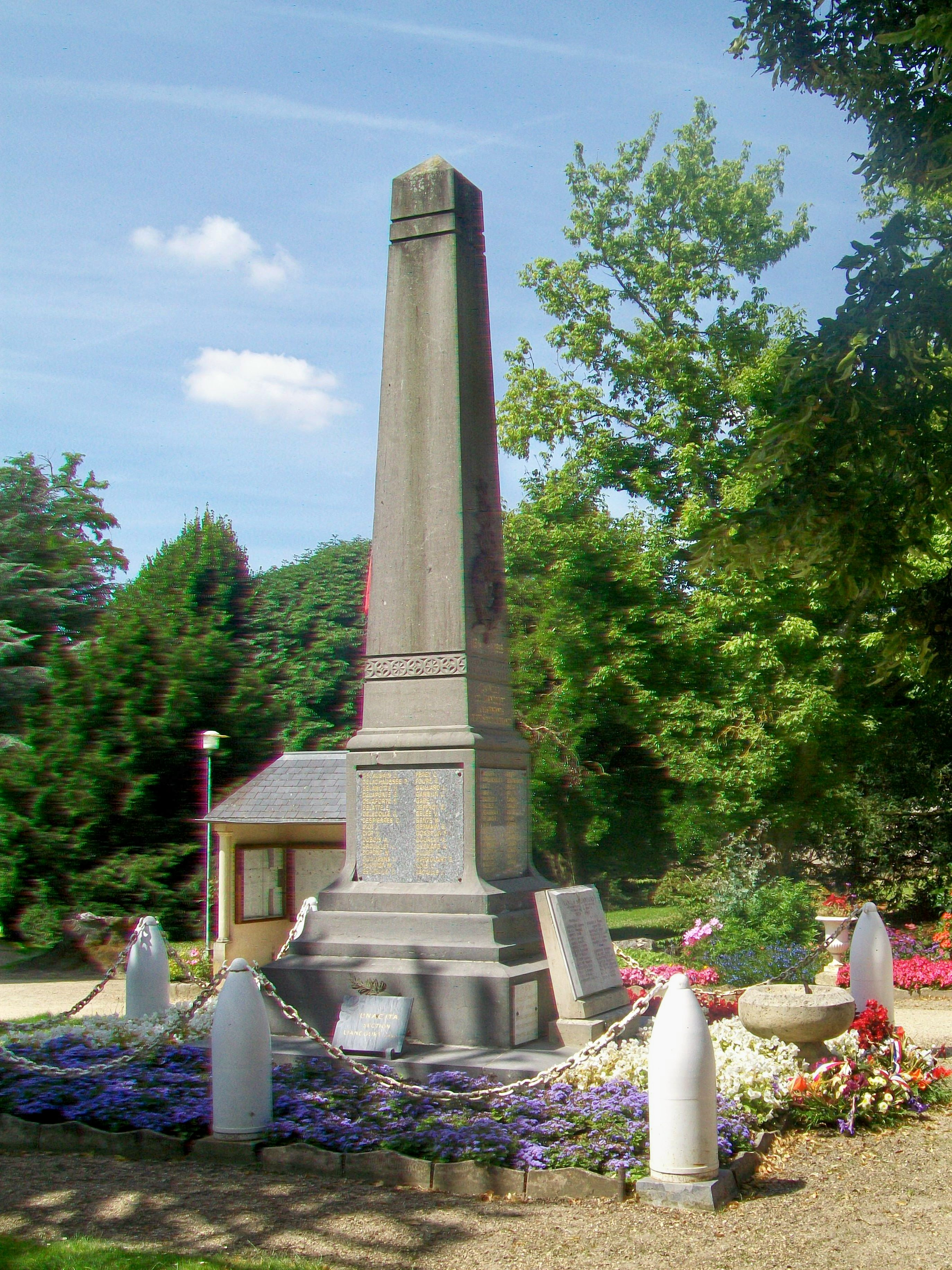
Gefallenendenkmal

## Persönlichkeiten
- Herzöge von Liancourt

## Städtepartnerschaften
- Mainburg in Bayern
- Olgiate Comasco in der Lombardei (Italien)

## Belege
1. ↑  Schloss Rochfoucauld auf pop.culture.gov-fr